# Christian Iloanusi
Christian Iloanusi (ur. 3 listopada 1969) – nigeryjski zapaśnik walczący w stylu wolnym. Olimpijczyk z Seulu 1988, gdzie odpadł w eliminacjach kategorii 90 kg.
Mistrz igrzysk afrykańskich w 1991 i wicemistrz w 1987. Zdobył pięć medali na mistrzostwach Afryki w latach 1988 – 1994. Czwarty na igrzyskach Wspólnoty Narodów w 1994. Mistrz Wspólnoty Narodów w 1993, a drugi w 1987 roku.